# Ketellapper

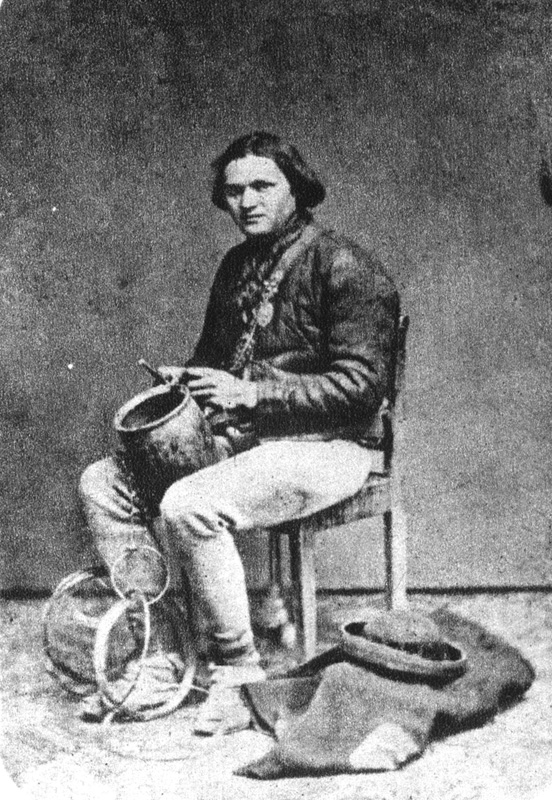
Foto van een ketellapper door Ignacy Krieger (1817-1889)

Ketellapper is een in Nederland uitgestorven beroep. Het handwerk van de ketellapper bestond uit het repareren van keukengerei waaronder ketels. Indertijd waren dergelijke voorwerpen veelal van koper. Versleten plekken konden opgelapt worden door een stuk metaal, een "lap", over de zwakke plek te solderen met tin. Koperen ketels zijn van binnen voorzien van een laag tin die verhindert dat het voedsel met het koper in contact komt. Ook deze laag kon de ketellapper repareren.
De ketellapper was doorgaans een rondreizende zelfstandige, die ook wel ketelboeter of pannenboeter werd genoemd. Het woord boeten verwijst ook naar repareren van visnetten, door boetsters. Het verwante beroep van de koperslager richtte zich meer op het vervaardigen van nieuwe voorwerpen.
In Vlaanderen sprak men over de ketelbuysscher. De Lichterveldse straatnaam Ketelbuiserstraat is hier een voorbeeld van.
Het Engelse equivalent Tinker (vroeger Tincker ) is een niet bepaald vleiend woord dat in Ierland en Groot-Brittannië wordt gebruikt om rondtrekkende groepen aan te duiden, zoals de zigeuners en de Ierse Travellers. De aanduiding Tinker wordt gevoeld als een scheldwoord voor rondtrekkende handelaren die overal aanbellen en mensen aanbieden om messen te slijpen (scharensliep) en ketels te lappen. Het Engelse woord voor tin is tin, waardoor het woord Tinker ontstond.
De Franse termen zijn Chaudronnier, Dinandrier of Maignen.